# Bunker in Emden

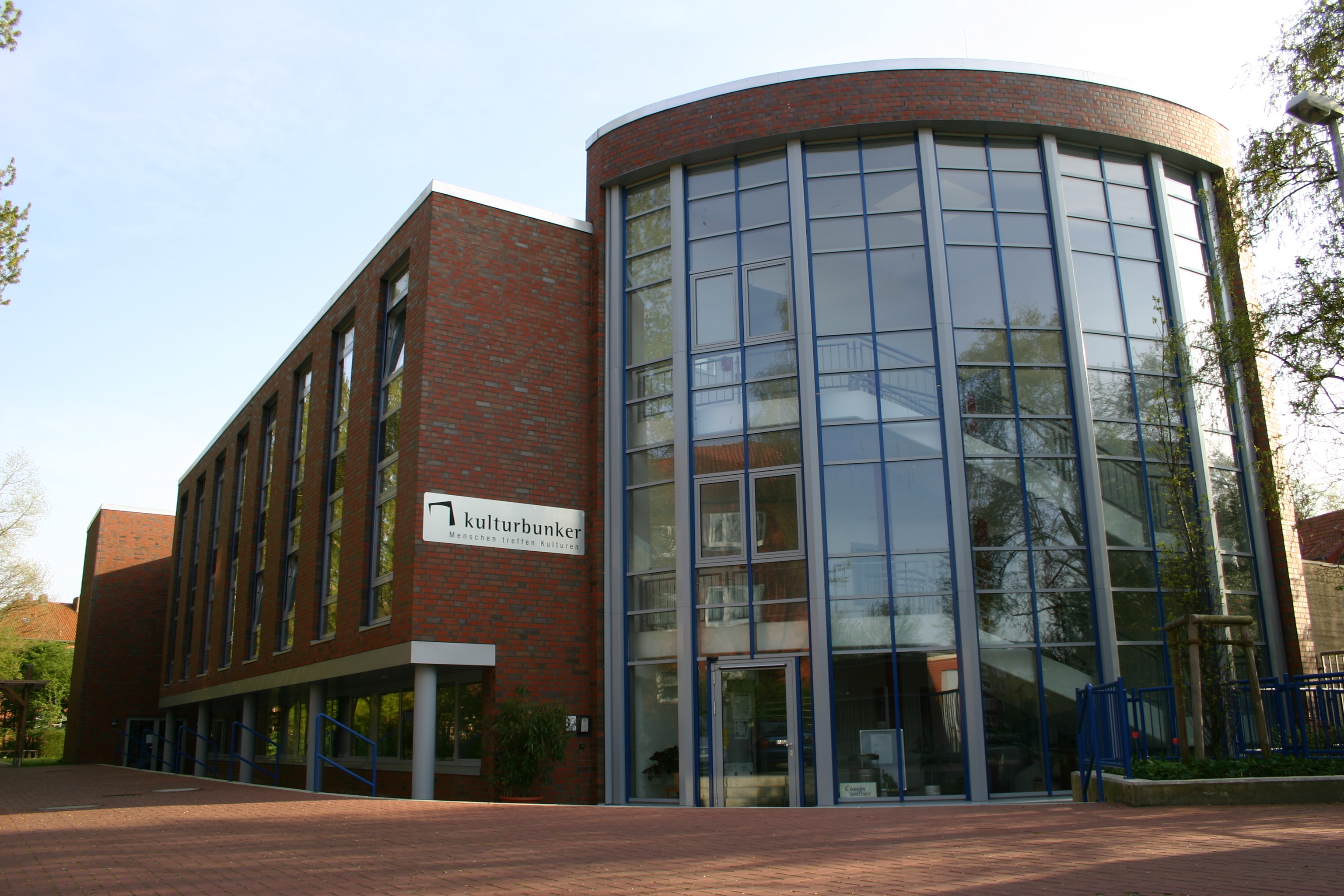
Kulturbunker im Stadtteil Barenburg, Vorderansicht

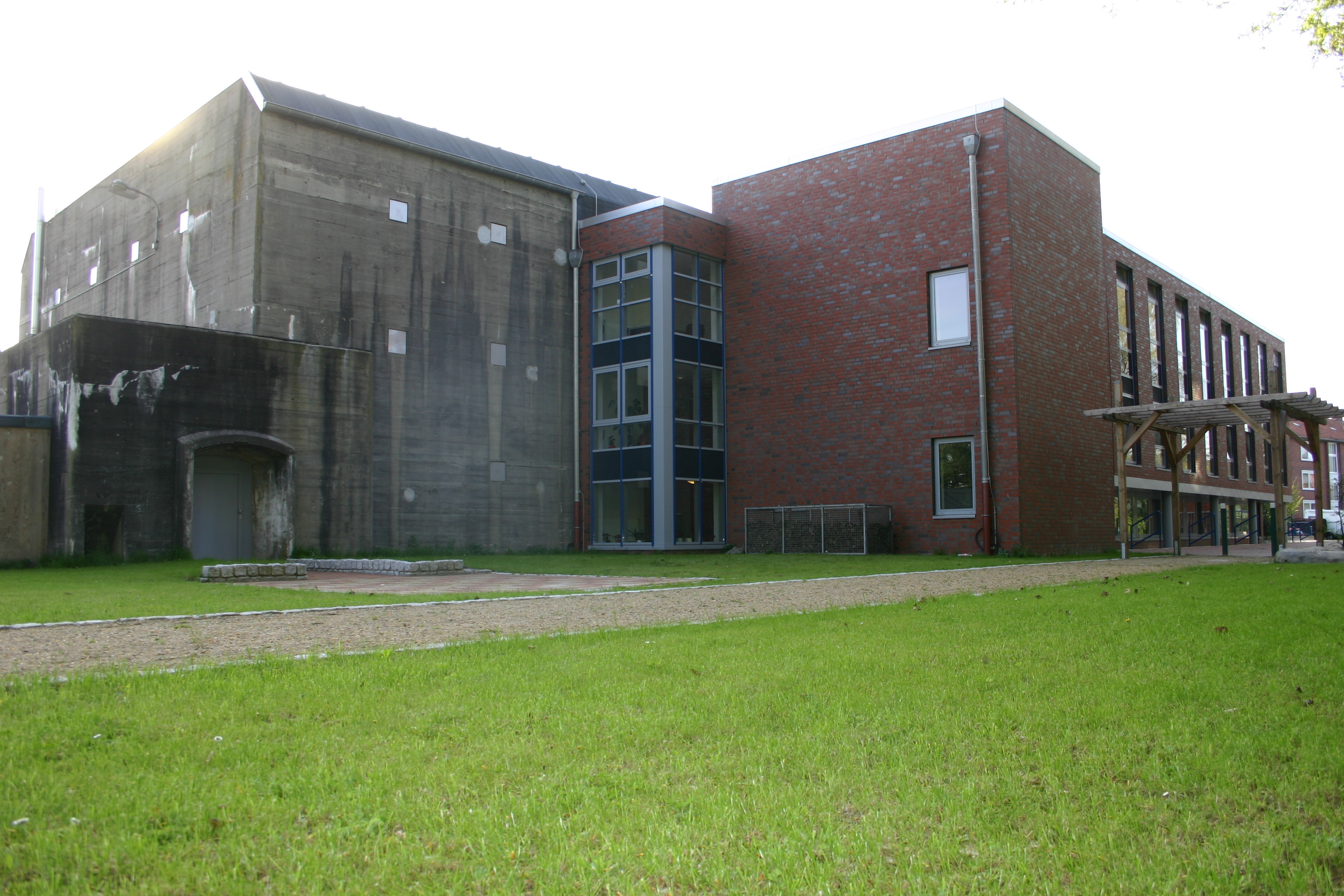
Kulturbunker im Stadtteil Barenburg, Rückansicht. Deutlich tritt der bauliche Unterschied hervor

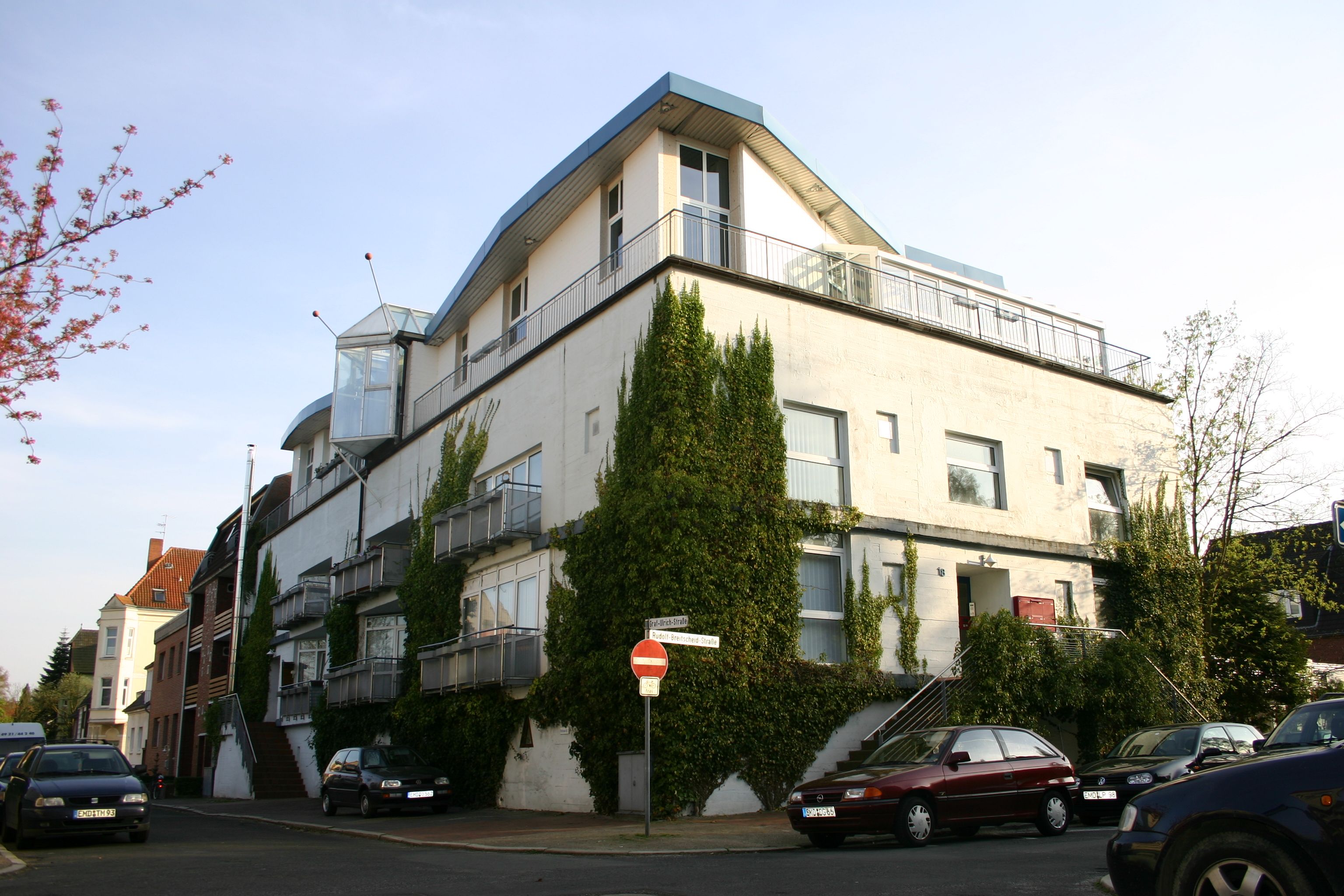
Zum Wohnhaus umgebauter Bunker im Stadtteil Bentinkshof – die Dicke der Wände ist am Eingang zu erkennen

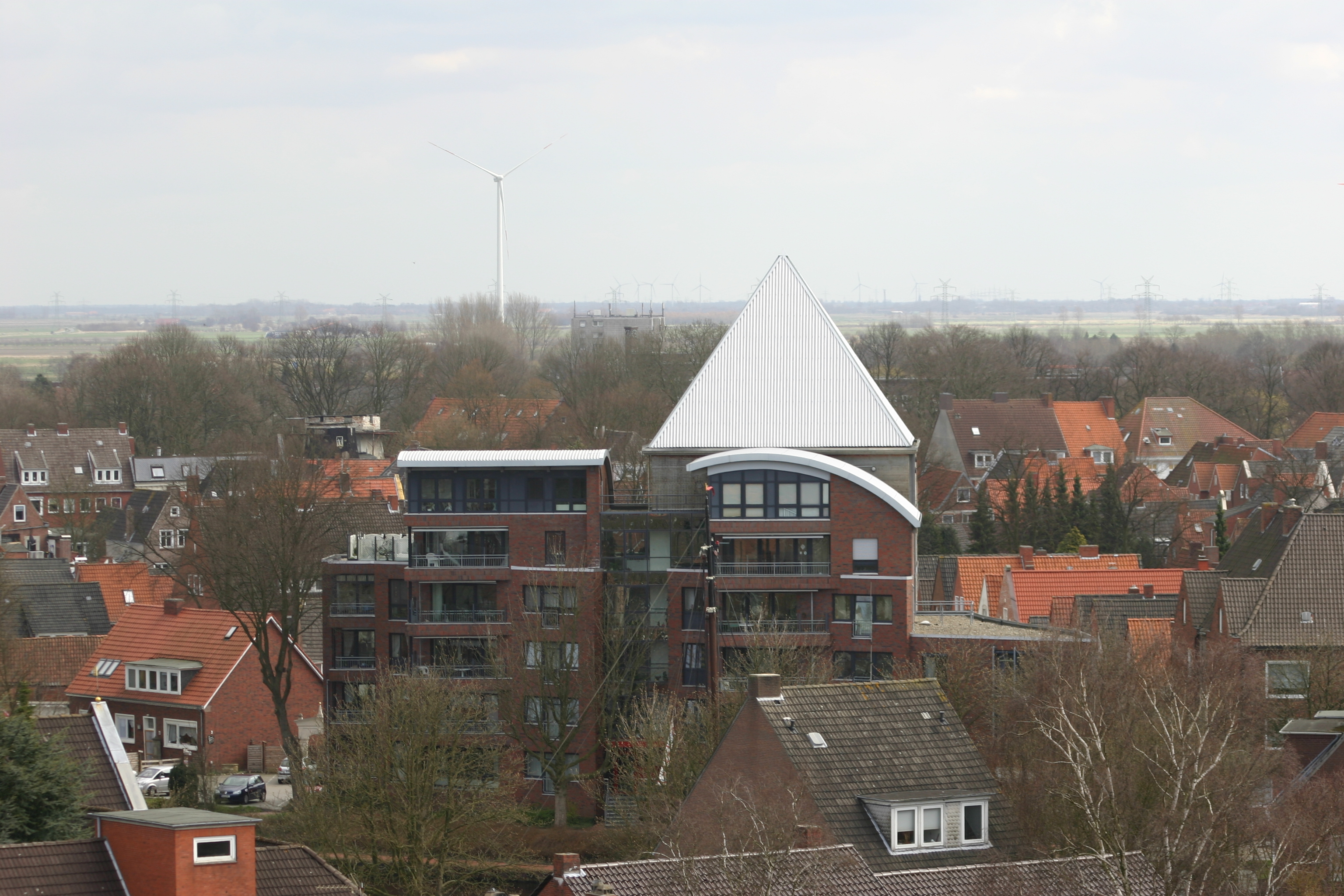
Apartmenthaus am Falderndelft – im Hintergrund (mit spitzem Dach) der ehemalige Bunker, der jetzt Versorgungseinrichtungen beherbergt

Die Seehafenstadt Emden in Ostfriesland verfügt über eine größere Anzahl von erhalten gebliebenen Bunkern. Während des Zweiten Weltkrieges wurden ab 1940 in Emden 35 große Luftschutzbunker und weitere 141 splittersichere Kleinbunker errichtet. Dies mag mit der Bedeutung Emdens im Zweiten Weltkrieg als Hafen- und Werftstandort erklärt werden können und hatte entsprechende Luftangriffe zur Folge.
Bis zum heutigen Tage sind viele der Bauwerke erhalten, im Laufe der Zeit jedoch anderen Zwecken zugeführt worden.

## Vorgeschichte
Unter dem nördlichen Anbau in einem Keller der Gasthauskirche an der früheren Kleinen Brückstraße (hinter dem Rathaus) wurde 1938 die erste Befehlsstelle für den Luftschutz in Emden in Betrieb genommen. Von dort aus sollten bei einem Angriff auf die Stadt Emden die Luftschutzmaßnahmen, die Sicherheits- und Hilfsdienste sowie die Mitglieder des Reichsluftschutzes koordiniert werden. Diese Befehlsstelle wurde mit gasdichten Türen, einer Gasschleuse, mehreren Notausgängen, einer Telefonzentrale und einem Befehlsstand, der von den übrigen Räumen getrennt war, eingerichtet. Aufgrund einer Anordnung des Reichskommissariats für die Luftfahrt vom 8. November 1935 gehörte die Stadt Emden zu den Luftschutzorten I. Ordnung. Bereits zu dieser Zeit fanden in Emden in regelmäßigen Abständen Luftschutzübungen statt, die von der NSDAP veranstaltet wurden.
Von der Partei waren schon frühzeitig „bewährte Volksgenossen“ zum Luftschutz herangezogen und die Bevölkerung auf die Probleme eines umfassenden Luftschutzes hingewiesen worden. Ab 1937 wurden auf dem Gelände der Neutor-Schule Übungen mit Emder Frauen durchgeführt, die mit Gasmasken, Stahlhelmen und Overalls ausgerüstet waren. Auch bei der Kaiser-Friedrich-Schule sind Übungen veranstaltet worden, bei denen der Reichsluftschutz die Wirkung von Brandbomben erläuterte.
Für einen einfachen Schutz bei einem evtl. Luftkrieg auf die Zivilbevölkerung waren vom Reichsluftschutz Richtlinien und vom Reichsluftfahrtministerium am 26. Juni 1935 (Reichsluftschutzgesetz) die Vorbereitungen geschaffen worden. Bereits 1936 wurden die Volksgasmasken des Typs „VM 37“ an die Bevölkerung im Deutschen Reich ausgegeben. Jeder, ob jung oder alt, musste eine Gasmaske erwerben. Es dauerte nicht mehr lange, bis der Zweite Weltkrieg begann.
Bei Kriegsbeginn am 1. September 1939 waren in der Stadt Emden, mit Ausnahme von vier öffentlichen Luftschutzräumen und einer Befehlsstelle, keine weiteren Luftschutzbauwerke für die Bevölkerung (Einwohnerzahl 35.189) fertiggestellt worden. Nach dem Kriegseintritt Großbritanniens und Frankreichs am 3. September 1939 fanden laufend Einflüge von britischen Flugzeugen über Ostfriesland und die Deutsche Bucht in das übrige Deutsche Reich statt. Laut dem Kriegstagebuch des Hauptzollamtes Emden waren über unserem Bereich verstärkt Einflüge verzeichnet worden. So wurde am 8. November 1939 ein britisches Flugzeug über den Hafen von der Flak vertrieben. Desgleichen am 17. November 1939 um 11:30 Uhr und am selben Tage um 12:00 Uhr wurden drei Flugzeuge über der Knock ausgemacht. Am 27. November 1939 befinden sich über dem Dollart drei fremde Flugzeuge, die nach Westen abdrehen.
Zu diesem Zeitpunkt sind im Stadtgebiet von den erweiterten Kräften des Luftschutzes 70 öffentliche Luftschutzkeller hergestellt worden, die nur mangelhaften Schutz vor Luftangriffen boten. Von den rund 5000 vorhandenen Gebäuden besaßen 2000 entsprechende Keller, die nur bedingt hergerichtet werden konnten. Die Kellerdecken wurden abgesteift, Unterzüge eingezogen und die Fenster und Türen mit einem Splitterschutz versehen. Bei Bombeneinschlägen in unmittelbarer Nähe wurde mit Toten gerechnet. Die bisherigen Erfahrungen hatten aber gezeigt, dass die so hergerichteten Keller den Zusammenbruch der Häuser durchweg aushalten würden. In den Kellern konnten bis zu 5400 Personen Schutz finden.
Der erste schwere Angriff auf die Stadt Emden fand am 13. Juli 1940 statt, bei dem sieben Einwohner getötet, 17 verletzt und 78 obdachlos wurden. Die Bomben fielen in den Bereich der Kettenbrücke, der Mühlenstraße und der Brückstraße. Das eigentliche Ziel, das Telegrafenamt, wurde an der Ostseite schwer beschädigt. Am 17. Juli 1940 erfolgte die Einführung des Sirenensignals: „Fliegeralarm“. Das Aufsuchen der Luftschutzräume bei Alarm wurde für die Bevölkerung Pflicht.
Die seinerzeit Verantwortlichen in der Stadtverwaltung erkannten bereits frühzeitig, wie wichtig der Schutz der Bürger vor evtl. Bombenangriffen war. Insbesondere dem Oberbürgermeister Renken ist es zu verdanken, dass die Emder Bürger „verbunkert“ wurden. Wären die Luftschutzbauten nicht gewesen, hätten viele Bürger ihr Leben in den Bombennächten, die nach dem Angriff im Juli 1940 folgten, verloren. Auch wurde im Herbst 1940 damit begonnen, die unersetzbaren Kunstschätze der Stadt, die Rüstkammer, den Silberschatz, die Gemäldesammlung und das Stadtarchiv aus Emden und später in die neu gebauten Luftschutzbunker zu verlagern.

## Bau der Bunker
Mit dem Bau von bombensicheren Bunkern wurde in Emden nach dem „Führererlass“ vom 10. Oktober 1940 am 21. November 1940 begonnen. Die erste Baustelle richtete das neu gegründete Luftschutzbauamt Emden am 22. November 1940 ein. Bis der erste Bunker in der Lienbahnstraße am 27. Juni 1941 fertiggestellt war, flogen die britischen Bomber 28 Angriffe auf die Stadt Emden, bei denen 33 Tote und 73 Verletzte zu beklagen waren. Vom 1. September 1939 bis zum 20. August 1941 hat es in Emden 429 mal Fliegeralarm mit einer Durchschnittsdauer von etwa drei Stunden und 31 Angriffen gegeben. Die Fliegeralarme und Angriffe der „Terrorbomber“ wurden im Wesentlichen des Nachts gegeben und geflogen. Insgesamt wurden für den Schutzraumbau in Emden vom Deutschen Reich 20 Millionen RM aufgewendet.

### Der Luftschutzbunker Holzsägerstraße (Sonderbau Nr. 1)
| Größe des Bauwerkes        |
| -------------------------- |
| Länge: 14,06 m             |
| Breite: 13,70 m            |
| Höhe über Terrain: 18,35 m |
| Geschosse: sechs           |
| Kellergeschoss: eins       |
| Baugrube: 4,35 m           |
| Eisenbeton: 2.901 m³       |
| Rauminhalt: 3.039 m³       |
| Deckenstärke: 1,40 m       |
| Wandstärke: 1,10 m         |
| Innenwände: 0,40 m         |
| Liegeplätze: 276           |
| Sitzplätze: 84             |

Leider sind die Bauakten des Luftschutzbunkers Holzsägerstraße nicht mehr auffindbar. Zwar gibt es von dem Gebäude noch die Zeichnungen, eine gewisse Anzahl von Fotoaufnahmen und andere Angaben aus dem Bauausgabebuch usw., welches jedoch erst am 16. März 1943 beginnt, als der Bunker bereits fertiggestellt war. Bevor der Bunker erstellt worden ist, standen auf dem Grundstück die Häuser Große Burgstraße 23 und 24. Nach dem Abbruch der Gebäude am 1. April 1941 wurden die Gründungs- und Ausschachtungsarbeiten für den Bunker vorgenommen. Der Bunker steht auf 10,0 m langen Holzpfählen, die in den Boden eingerammt wurden. Von der fertigen Sohle mit den Bewehrungseisen in Gitterraumbewehrung gibt es eine Aufnahme vom Juli 1941. Die eigentliche Planung des Luftschutzbaues wurde durch das Luftschutzbauamt am 4. Juni 1941 fertiggestellt.
Die Betonarbeiten am Bunker Holzsägerstraße wurden am 14. April 1942 beendet. Der Rücktransport der Baugeräte der Firma Petershagen nach Delmenhorst erfolgte am 18. August 1942.
In dem Bunker befanden sich laut dem Bauplan vom 4. Juni 1941 insgesamt 28 Räume für die Zivilbevölkerung. Zwei unterschiedliche Raumgrößen waren vorhanden: Tiefe 3,0 m und Breite 2,10 m sowie 3,0 m auf 3,20 m. In den kleineren Räumen waren drei Betten und in den übrigen neun Betten übereinander. In jedem Halbgeschoss befanden sich kleine Küchen und die Toiletten mit Waschraum. In dem gegenüberliegenden Halbgeschoss lagen die Aufenthaltsbereiche für die Schutzsuchenden.
Im Kellergeschoss war die Wache für den Bunkerwart, eine Krankenstation nebst Schwesternzimmer, die Belüftungsanlage und das Notstromaggregat untergebracht. Ursprünglich sollte nach der vorliegenden Planung auf dem Bunker ein Flakstand zur Abwehr von Tieffliegern errichtet werden. In den zwei obersten Geschossen sollten die Bedienungsmannschaften, die Munition und Gerätschaften untergebracht werden. Der Flakstand für eine 3,7 cm Flugabwehrkanone wurde aufgrund von Interventionen der Stadtverwaltung sowie des Oberbürgermeisters Renken als örtlicher Luftschutzleiter nicht gebaut, da eine große Gefährdung der Häuser durch Flaksplitter im Stadtgebiet vorliegen würde. Nach Verhandlungen mit der Marine wurde von der Aufstellung von Flakgeschützen in Wohnbereichen des Stadtgebietes generell Abstand genommen.
Der Bunkerstandort in der Altstadt war so gelegt worden, dass dieser von den jeweiligen Wohnungen in zehn Minuten maximal erreicht werden konnte. Bei der Konzeption des Luftschutzbaues wurde für deren Benutzer ein erhöhter Wert auf die Bequemlichkeit der Insassen gelegt. Der bei Angriffen auftretende Stress sollte nicht durch Unbequemlichkeiten, wie Enge, schlechte Luft oder mangelnde sanitäre Einrichtungen erhöht werden. Vielmehr wurden ein breites Treppenhaus, ausreichende Aus- und Eingänge, Schlaf- und Aufenthaltsräume, Küchen und Heizung für die kalte Jahreszeit eingeplant. Auf eine gute Innenbeleuchtung und gute Durchlüftung des Bunkers wurde geachtet.

## Die Bunker nach dem Krieg

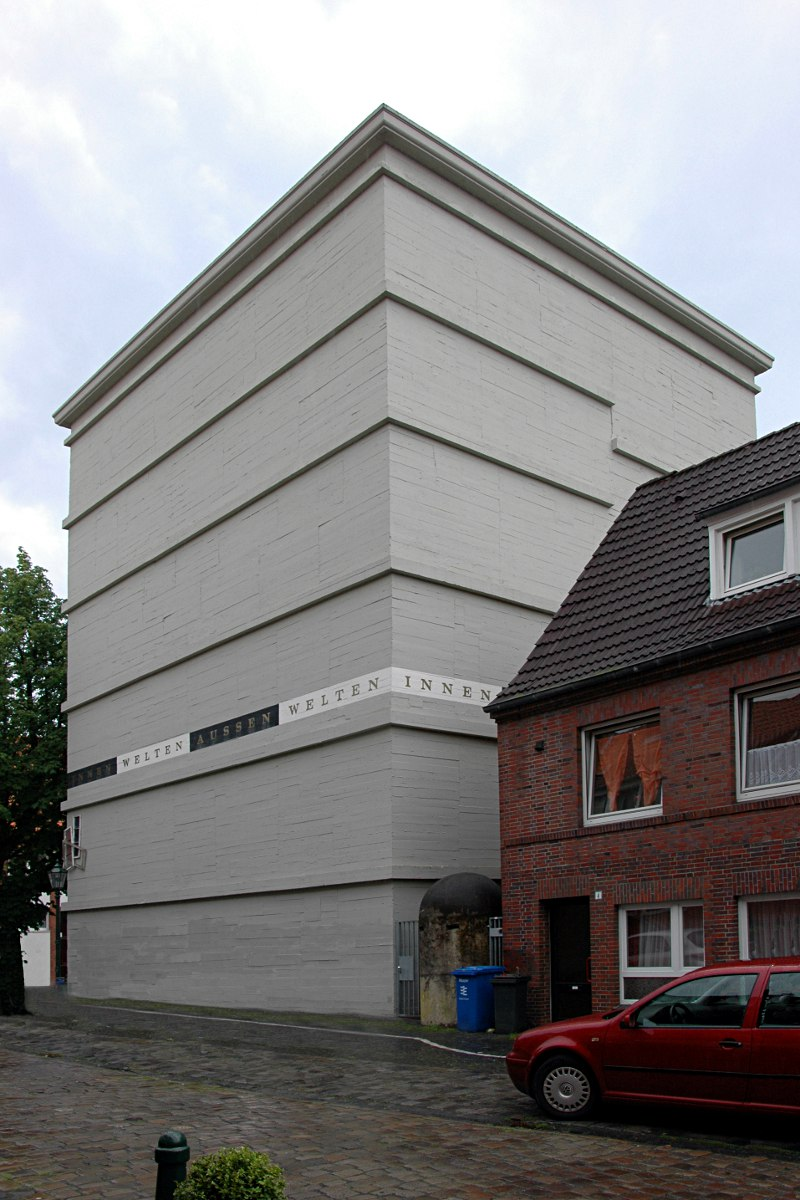
Bunkermuseum in der Holzsägerstraße

Viele kleinere Bunker wurden abgerissen oder verfüllt, drei Hochbunker auch völlig zerstört und sieben entfestigt. Die anderen Bunker blieben erhalten, da sie unmittelbar nach dem Krieg als Lagergebäude, zum Wohnen oder als Hotel genutzt wurden. In einem Bunker in der Innenstadt ist seit 1995 Das Bunkermuseum des Vereins Arbeitskreis Bunkermuseum eingerichtet worden, das die Geschichte der Emder Bunker, den Luftschutz, Verfolgung und der Personen, die in den Luftschutzbauten Schutz fanden, darstellt. Da der Abriss vieler Bunker nicht in Frage kam, ist ein Teil dem Zivilschutz und ein größerer Teil inzwischen einer anderen Nutzung zugeführt worden.
Nachfolgend einige Beispiele:
- Kultur: Im Stadtteil Barenburg ist 2005 der Kulturbunker eröffnet worden. Mit einem finanziellen Aufwand von mehr als zwei Millionen Euro wurde der Bunker hergerichtet. Aus der Außenmauer wurden Teilstücke mit einer Diamant-Bohrmaschine entfernt, um ausreichend große Fenster einbauen zu können. Das Gebäude beherbergt jetzt ein Veranstaltungszentrum und einen Bürgertreff für den Stadtteil.
- Wohnen: Drei Bunker in der Innenstadt sind zu Wohngebäuden umgenutzt worden. Auch hier wurden Teile der Mauer oder der Decke für Fenster und Treppen herausgeschnitten. Ein Gebäude wurde komplett mit einem Mantel aus Klinkersteinen umgeben, das andere weiß getüncht, um die für gewöhnlich graubraun gefärbten Bunker freundlicher zu gestalten. Der dritte wurde mit Efeu bepflanzt und ist inzwischen völlig zugewachsen. In einem vierten Fall, ebenfalls in der Innenstadt, wurde direkt vor einen Bunker ein mehrstöckiges Wohnhaus gebaut, der Bunker selbst (der jetzt von der Hauptfront des Hauses kaum mehr einsehbar ist) beherbergt die Versorgungseinrichtungen des Wohngebäudes. Ein ähnliches Konzept wird bei der Errichtung eines neuen, mehrstöckigen Gebäudes der Emder Stadtverwaltung verfolgt (Baubeginn 2005). Im Stadtteil Boltentor sind auf einem Luftschutzbunker zwei Penthouse-Wohnungen entstanden. Das Innere des Bunkers wird zurzeit umgebaut.
- Musik: Mehrere Bunker im Emder Stadtgebiet werden von Musikgruppen genutzt, die dort Proberäume, Tonstudios etc. eingerichtet haben.
- Museum: In ehemaligen Luftschutzbunker Holzsägerstraße ist das Bunkermuseum eingerichtet worden.

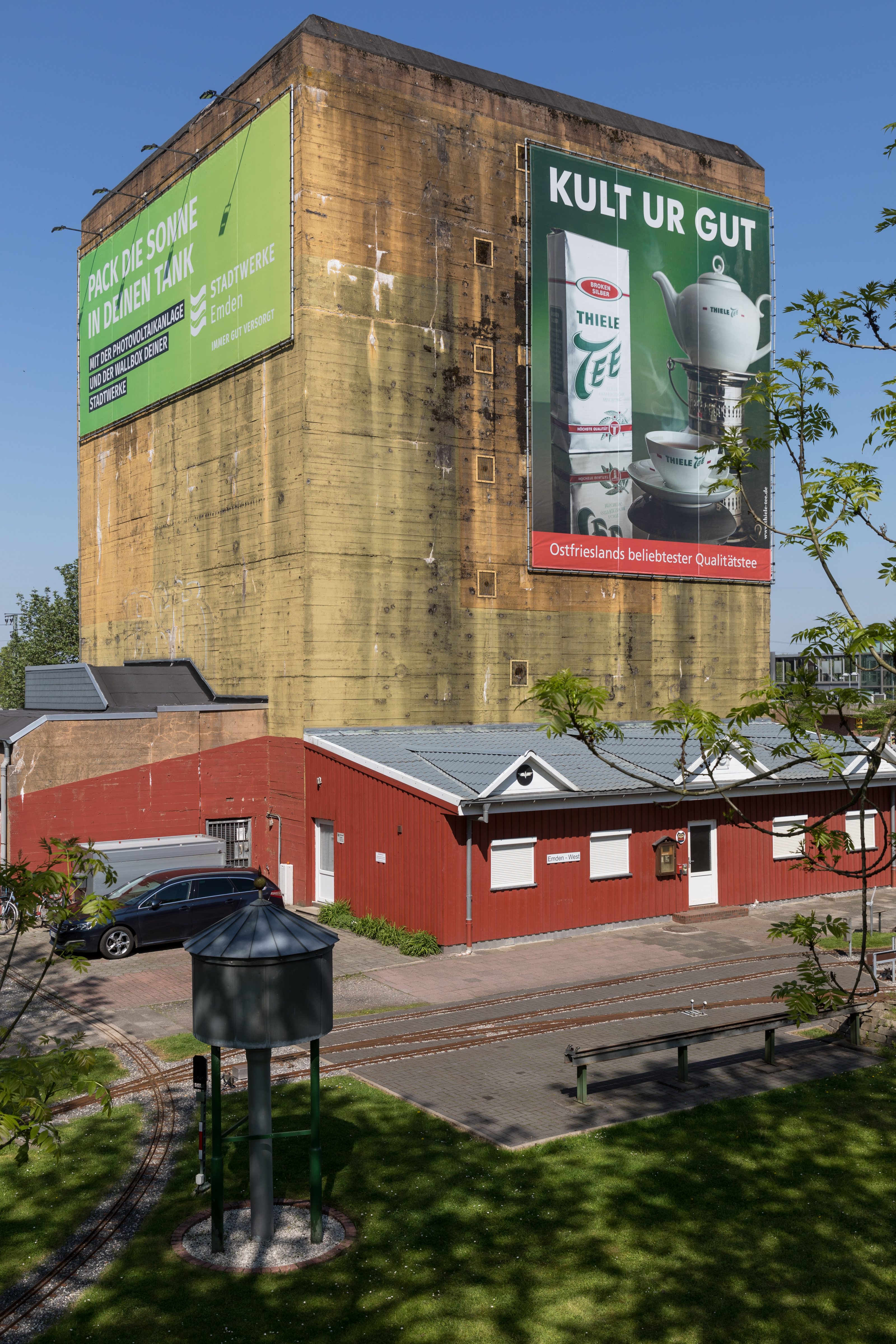
Hochbunker beim Bahnhof

- Lager: Die Deutsche Bahn nutzt einen Bunker nahe dem Güterbahnhof als Magazin, die Emder Stadtverwaltung nutzt ebenfalls zwei Bunker als Unterbringungsmöglichkeit: Der Bunker im Stadtteil Borssum etwa beherbergte während des zweijährigen Umbaus des Ostfriesischen Landesmuseums (abgeschlossen 2005) einen Großteil der ausgelagerten Ausstellungsstücke. Ein kleinerer Bunker in der Innenstadt wird vom Emder Stadtarchiv genutzt. Auch Wirtschaftsbetriebe haben in der Vergangenheit (und teils noch heute) in Bunkern Lager eingerichtet.
- Energie: Die Südfassade eines Bunkers in der Nähe des Rathauses wurde komplett mit Solarzellen zur Energiegewinnung bestückt, ansonsten ist der Bunker in seiner ursprünglichen Form erhalten geblieben.
- Sonstiges: Für eine Reihe weiterer Bunker konnte bislang keine weitere Nutzung gefunden werden.